# Microdipoena samoensis
Espèce
Synonymes
- Linyphia samoensis Marples, 1955

Microdipoena samoensis est une espèce d'araignées aranéomorphes de la famille des Mysmenidae.

## Distribution
Cette espèce se rencontre aux Samoa et à Hawaï.

## Étymologie
Son nom d'espèce, composé de samo[a] et du suffixe latin -ensis, « qui vit dans, qui habite », lui a été donné en référence au lieu de sa découverte, les îles Samoa.

## Publication originale
- Marples, 1955 : Spiders from western Samoa. Journal of the Linnean Society of London, Zoology (Zool.), vol. 42, p. 453-504.